# Alessandro Mahmoud
Alessandro Mahmoud, beter bekend als Mahmood (Milaan, 12 september 1992), is een Italiaans zanger. Zijn debuutalbum Gioventù bruciata kwam in de Italiaanse hitlijsten op nummer één binnen. Mahmood won tweemaal het Festival van San Remo en vertegenwoordigde zo Italië op het Eurovisiesongfestival in 2019 (solo) en in 2022 (met Blanco).

## Biografie
Mahmood werd in 1992 geboren in Milaan uit een Sardijnse moeder en een Egyptische vader. Hij groeide op in Gratosoglio, een wijk in Milaan. Toen Mahmood vijf jaar oud was, scheidden zijn ouders en werd hij vervolgens opgevoed door zijn moeder.

## 2012-2018: X Factor en verder
In 2012 deed Mahmood auditie voor het zesde seizoen van de Italiaanse versie van The X-Factor. Daar werd hij begeleid door presentatrice, actrice en zangeres Simona Ventura en in de derde aflevering uitgeschakeld. Na dit avontuur werkte Mahmood in een bar en volgde hij lessen aan een muziekschool, waar hij ook liedjes begon te schrijven. In 2013 bracht Mahmood zijn Engelstalige debuutsingle 'Fallin' Rain' uit.
Met het nummer 'Forget' nam Mahmood in 2016 deel aan de 'Newcomers Section' van het Festival van San Remo. Een jaar later bracht hij de single 'Pesos' uit, waarmee hij deelnam aan de vijfde editie van het Wind Summer Festival, waarmee hij de derde editie van de jeugdsectie won. In september 2018 kwam zijn debuutep Gioventù bruciata (Italiaans voor 'verbrande jeugd') uit.

## Gioventù bruciata, San Remo en Eurovisie

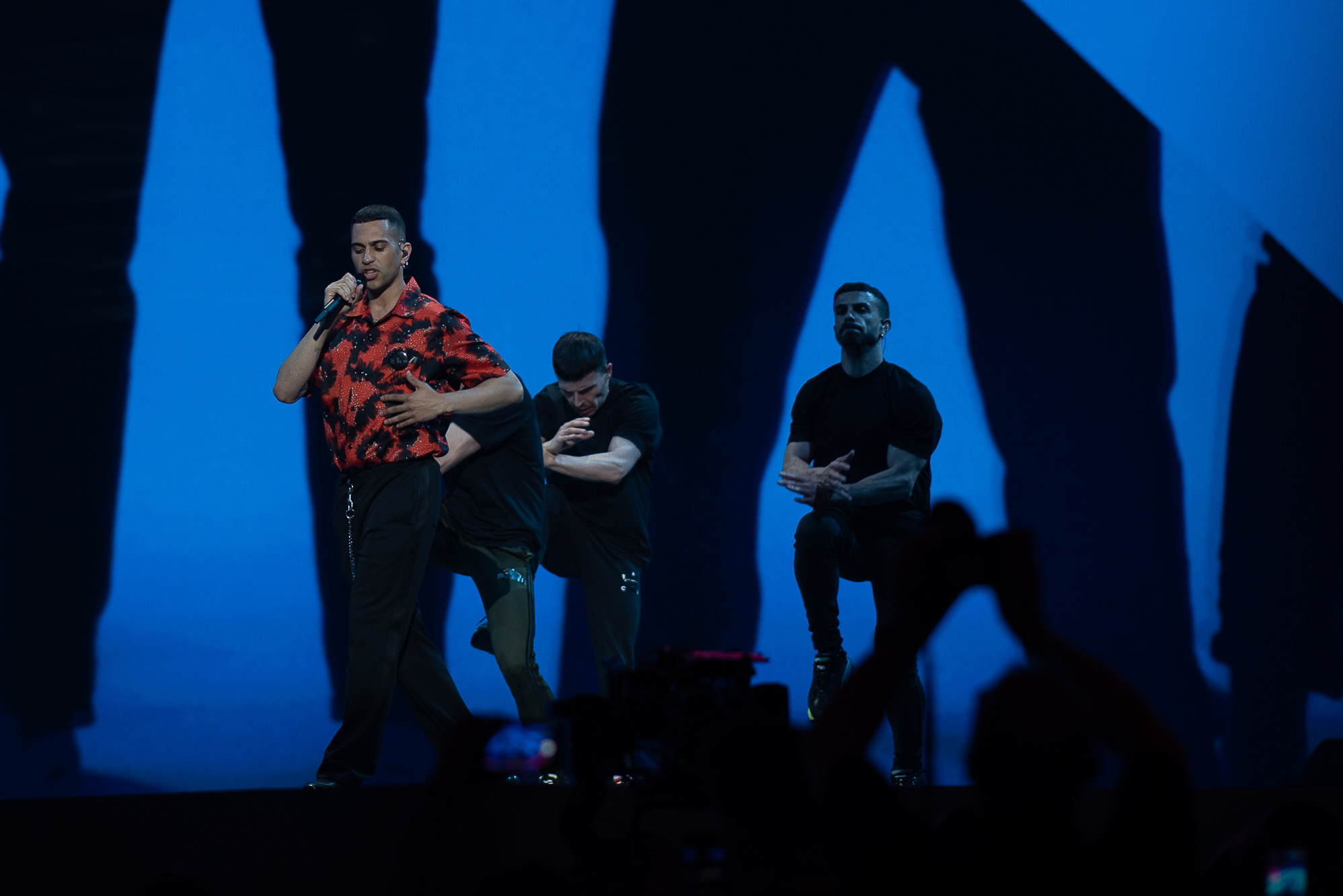
Mahmood tijdens de repetities voor het Eurovisiesongfestival 2019.

In december 2018 werd Mahmood geselecteerd om deel te nemen aan Sanremo Giovani, een televisiewedstrijd gericht op het selecteren van nieuwkomers als deelnemers aan de negenenzestigste editie van het prestigieuze Festival van San Remo. 'Soldi' (Italiaans voor 'geld') werd aangekondigd als zijn inzending voor het festival van 2019.
Tijdens de liveshows, die op 5 en 8 februari 2019 plaatsvonden, zong Mahmood verschillende versies van 'Soldi'. Hij werd achtereenvolgend zevende door de televoters, tweede door de persjury en eerste door de jury. Hierdoor behaalde Mahmood een plek in de top drie en won hij vervolgens de competitie. Daarnaast won hij de Baglioni d’Oro Award, gestemd door de deelnemende festivalartiesten, en de Enzo Jannacci Award.
Zijn debuutalbum Gioventù bruciata verscheen op 22 februari 2019 en kwam, net als de single 'Soldi', binnen op nummer één. Drie maanden later vertegenwoordigde Mahmood Italië op het Eurovisiesongfestival 2019 in Tel Aviv, Israël. Als lid van de zogenoemde 'Big 5' is Italië automatisch een finaleplaats verzekerd. Mahmood bracht 'Soldi' tijdens de grote finale ten gehore en eindigde op de tweede plaats, na de Nederlandse zanger Duncan Laurence.
Nog voor het Eurovisiesongfestival plaatsvond, stond Mahmood opnieuw aan de top van de hitparade met 'Calipso', een samenwerking van vijf artiesten en rappers. Mahmood is mede-auteur van het nummer en zingt het refrein.
In 2022 deed Mahmood samen met Blanco mee op het Festival van San Remo, wat ze wisten te winnen. Hiermee verkregen ze het recht om met hun nummer "Brividi" Italië te vertegenwoordigen op het Eurovisiesongfestival 2022 in Turijn, waar ze uiteindelijk zesde werden.

## Privéleven
De artiestennaam Mahmood is afgeleid van zijn achternaam Mahmoud en wordt uitgesproken als “my mood” (op z'n Engels). Ondanks zijn deels Egyptische achtergrond spreekt Mahmood geen Arabisch, maar wel vloeiend Sardijns. Mahmood is katholiek en beschouwt zichzelf als 100% Italiaans. Na zijn overwinning op het Festival van San Remo werd Mahmood bekritiseerd door vice-premier Matteo Salvini, leider van anti-migratiepartij Lega. Salvini stelde dat Mahmood niet Italiaans genoeg zou zijn om het land te mogen vertegenwoordigen tijdens het Eurovisiesongfestival. 'Soldi' bevat een enkele zin in het Arabisch: 'Waladi, waladi, habibi, ta'aleena', oftewel 'mijn zoon, mijn zoon, mijn liefde, kom hier'. Het is een zin die Mahmood zich herinnert uit zijn prille jeugd.
Een week na het Eurovisiesongfestival werd Mahmood — wederom door zijn gemengde achtergrond — onderwerp van debat tijdens de Europese Parlementsverkiezingen.
Mahmood is homoseksueel en noemt de Amerikaanse zanger Frank Ocean zijn grootste inspiratie, omdat het muziek zou zijn waarbij iemands seksuele geaardheid er niet toe doet. Daarnaast is Mahmoods muziek beïnvloed door artiesten als Travis Scott, Beyoncé, Jazmine Sullivan, Rosalía en SZA. Als kind luisterde hij naar Italiaanse artiesten als Lucio Battisti, Lucio Dalla en Paolo Conte.

## Discografie

### Album
- 2019: Gioventù bruciata
- 2021: Ghettolimpo

### EP
- 2018: Gioventù bruciata

### Singles
- 2013: Fallin' Rain
- 2016: Dimentica
- 2017: Pesos
- 2018: Uramaki
- 2018: Milano Good Vibes
- 2018: Gioventù bruciata
- 2019: Soldi
- 2019: Barrio
- 2020: Rapide
- 2020: Moonlight popolare
- 2020: Dorado
- 2021: Inuyasha
- 2021: Zero
- 2021: Klan

| Single met eventuele hitnotering(en) in de Nederlandse Top 40 | Datum van verschijnen | Datum van binnenkomst | Hoogste positie | Aantal weken | Opmerkingen                                                        |
| ------------------------------------------------------------- | --------------------- | --------------------- | --------------- | ------------ | ------------------------------------------------------------------ |
| Soldi                                                         | 2019                  | 25-05-2019            | tip25           |              | Inzending Eurovisiesongfestival 2019 / Nr. 16 in de Single Top 100 |

| Single met hitnotering(en) in de Vlaamse Ultratop 50 | Datum van verschijnen | Datum van binnenkomst | Hoogste positie | Aantal weken | Opmerkingen |
| ---------------------------------------------------- | --------------------- | --------------------- | --------------- | ------------ | ----------- |
| Soldi                                                | 2019                  | 01-06-2019            | 50              | 1            |             |